# Jean-Louis Gasset
Jean-Louis Gasset (ur. 9 grudnia 1953) – francuski trener i piłkarz występujący na pozycji pomocnika.
Całą swoją karierę zawodniczą spędził w klubie Montpellier HSC.
W 1999 roku, już jako menadżer Montpellier HSC, zdobył Puchar Intertoto. Oprócz tego samodzielnie prowadził również SM Caen i FC Istres. W grudniu
20 maja 2022 został trenerem Wybrzeża Kości Słoniowej. Zastępuje Patrice’a Beaumelle, którego kontrakt wygasł 6 kwietnia 2022 roku.